# Anneke Brassinga

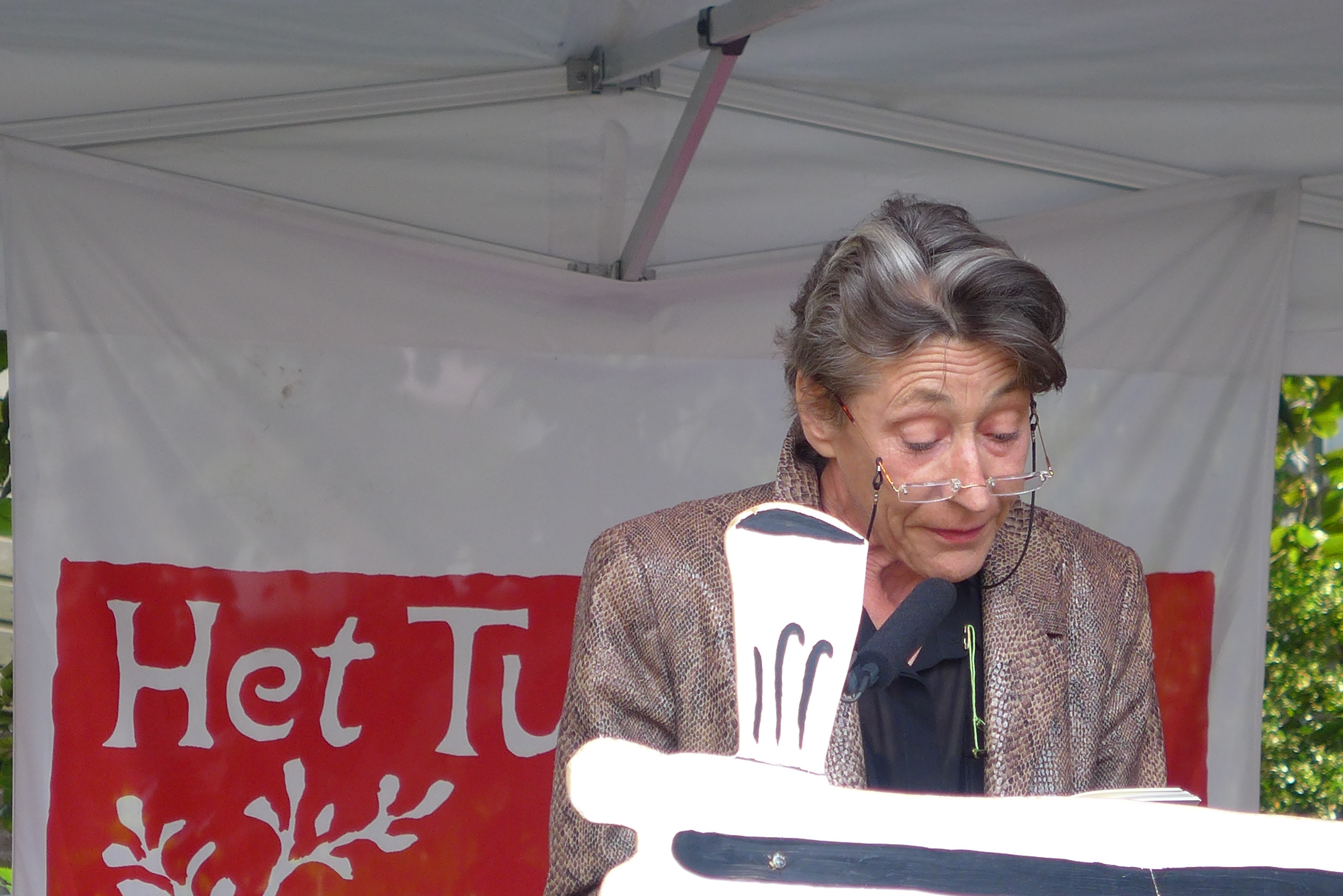
Anneke Brassinga (2015)

Anneke Brassinga (geboren 20. August 1948 in Schaarsbergen, Arnhem) ist eine niederländische Schriftstellerin und Übersetzerin.

## Leben
Anneke Brassinga stammt aus einer atheistischen Familie. Sie studierte Übersetzungswissenschaft an der Universität Amsterdam und arbeitet als literarische Übersetzerin. Ihre eigenen literarischen Versuche veröffentlichte sie zunächst unter Pseudonym.
Als Übersetzerin übertrug sie u. a. Werke von Jules Verne, Oscar Wilde, Ingeborg Bachmann, E. M. Foster, Samuel Beckett und Vladimir Nabokov ins Niederländische. Die Übersetzungsarbeit an Hermann Brochs Roman Der Tod des Vergil und an Sylvia Plaths postum publizierter Lyriksammlung Ariel floss maßgeblich in ihren ersten Gedichtband Aurora (1987) ein. Unter dem Titel Wachtwoorden (Kennwörter) erschienen 2005 ihre bis dahin gesammelten Werke.
Brassinga erhielt mehrere Auszeichnungen für einzelne Bände, so 2001 den Paul-Snoek-Poesiepreis für den Gedichtband Huisraad sowie 2008 den Constantijn Huygensprijs für ihr Gesamtwerk und 2015 den P.C. Hooft-prijs für ihre Lyrik. 2014/15 war sie Gast des Berliner Künstlerprogramms des DAAD.

## Werke
- Das klopfende Herz des Textes. Übersetzen und Dichten, Deutsch von Ira Wilhelm, in: Schreibheft, 72, 1999, S. 161–163. Roze slobberdotjes, pinky-spongies und rosige Schwammigkeit. Freud' und Leid des literarischen Übersetzens. Deutsch von Ira Wilhelm, S. 171–180, und einzelne Gedichte in deutscher Übertragung, S. 155–160, S. 164–170
- Aurélie Maurin; Thomas Wohlfahrt (Hrsg.): Paul Bogaert; Anneke Brassinga; Oswald Egger; Nora Gomringer; K. Michel; Els Moors; Daniela Seel; Farhad Showghi; Michael Speier; Mustafa Stitou; Maud Vanhauwaert; Jan Wagner: VERSschmuggel / VERSsmokkel. Poesie aus den Niederlanden & Flamen und Deutschland. Zweisprachig niederländisch-deutsch. Wunderhorn, 2016 ISBN 978-3-88423-536-2

### Gedichtbände
- 2014: Het wederkerige
- 2011: Ontij
- 2006: IJsgang
- 2005: Wachtwoorden. Verzamelde herziene gedichten, 1987–2003
- 2003: Timiditeiten
- 2001: Verschiet
- 1998: Huisraad
- 1994: Zeemeeuw in boomvork
- 1991: Thule
- 1989: Landgoed
- 1987: Aurora

### Prosa
- 2008: Bloeiend puin
- 2005: Tussen vijf en twaalf
- 2002: Het zere been
- 1998: Hapschaar
- 1993: Hartsvanger

## Auszeichnungen
- 2015: P.C. Hooft-prijs für ihre Lyrik
- 2008: Constantijn Huygensprijs für ihr Gesamtwerk
- 2002: VSB-Poesiepreis für Verschiet
- 2001: Paul-Snoek-Poesiepreis für den Gedichtband Huisraad
- 1990: Herman-Gorter-Preis für Landgoed